# Almadenejos
Almadenejos – gmina w Hiszpanii, w prowincji Ciudad Real, w Kastylii-La Mancha, o powierzchni 102,88 km². W 2011 roku gmina liczyła 500 mieszkańców.